# شهرستان باربر (کانزاس)
شهرستان باربر، کانزاس (به انگلیسی: Barber County, Kansas) شهرستانی در ایالات متحده آمریکا است که در جنوب ایالت کانزاس واقع شده‌است.
و طبق سرشماری 2010 ایالات متحده امریکا 4861 نفر جمعیت دارد . مرکز این شهرستان و پرجمعیت‌ترین شهر آن Medicine Lodge است .